# Luigi Vanoni
Luigi Vanoni (* 11. April 1854 in Aurigeno; † 5. Juli 1940 ebenda) war ein Schweizer Ingenieur.

## Leben
Luigi Vanoni war der Sohn von Pietro Vanoni und dessen Ehefrau Carolina (geb. Neuroni).
Er absolvierte ein Studium zum Bauingenieur am Eidgenössischen Polytechnikum (heute: Eidgenössische Technische Hochschule Zürich) in Zürich und zog dann nach Paris; dort war er vermutlich für die Société générale des téléphones als Generalinspektor tätig. Nach seiner Rückkehr in die Schweiz war er ab 1890 Direktor des Genfer Telefonnetzes und ab 1898 stand der der Technischen Abteilung der Telegrafendirektion vor. Von 1905 bis 1920 leitete er die Obertelegrafendirektion in Bern.
1904 führte er in Basel und Zürich den automatischen Münzfernsprecher ein, den er gemeinsam mit Konrad Schum entwickelt hatte, der nach Einwurf einer Münze eine Anrufverbindung herstellte; sie sind als öffentliche Sprechstationen in Bahnhöfen, Kiosken und Postgebäuden gedacht. Dies führte dazu, dass die vom Kunden mit Münzen gefütterte Kassierstation Personal überflüssig machte, das sonst vor Ort die Gesprächsdauer kontrollierte und die entsprechenden Gebühren einkassierte.
Er stand auch mit Albert Einstein im Schriftverkehr.
Luigi Vanoni war verheiratet mit Elena Rosario Ardos Garcia.

## Mitgliedschaften
Luigi Vanoni war Präsident der Berner Sektion des 1915 von Augusto Rusca gegründeten Vereins pro Ticino, der die Sprache und Kultur des Tessins pflegte.